# Return of the Phantom
Return of the Phantom est un jeu vidéo d’aventure en pointer-et-cliquer conçu par Raymond Benson et publié par MicroProse en 1993 sur PC. Le jeu s’inspire du roman Le Fantôme de l'Opéra de Gaston Leroux et est conçu comme une suite de ce dernier, se déroulant en 1993. Le joueur y incarne un inspecteur de la police parisienne, Raoul Montand, chargé d’enquêter sur un incident tragique survenu à l’opéra. Return of the Phantom est le deuxième jeu d’aventure de MicroProse et est développé par la même équipe que le premier, Rex Nebular and the Cosmic Gender Bender. Son interface est la même que celle de son prédécesseur, en dehors d’encart mettant en avant les visages des personnages lors des discussions.

## Accueil
| Return of the Phantom |      |       |
| Média                 | Pays | Notes |
| Gen4                  | FR   | 85 %  |
| Joystick              | FR   | 79 %  |
| Tilt                  | FR   | 86 %  |